# Гестринон
Гестринон (продається під торговими марками Dimetrose та Неместран) - це ліки, що використовуються для лікування ендометріозу.  Він також використовується для лікування міоми матки та рясних менструальних кровотеч і розглядався як метод контрацепції.   Гестринон застосовується окремо і не випускається в комбінації з іншими ліками. Він приймається перорально або інтравагінально. 
Побічні ефекти гестринону включають порушення менструального циклу, гіпоестрогенію, симптоми вірилізації (акне, себорея, зменшення грудей, посилений ріст волосся, облисіння).    Гестринон має складний механізм дії і характеризується як змішаний гестаген та антипрогестаген, слабкий андроген та анаболічний стероїд, слабкий антигонадотропін, слабкий інгібітор стероїдогенезу та функціональний антиестроген.   
Гестринон був введений для медичного застосування в 1986 р. Він широко застосовувався в Європі, але, схоже, він залишається на ринку лише в декількох країнах світу.   Ліки недоступні в США. Через анаболічні ефекти використання гестринону в змаганнях було заборонено Міжнародним олімпійським комітетом.

## Медичне використання
Гестринон схвалений і використовується для лікування ендометріозу. Він вважається подібним за механізмом дії та ефектом з даназолом, який також використовується для лікування ендометріозу, але, як повідомляється, він має менше андрогенних побічних ефектів у порівнянні з даназолом.  Гестринон також застосовувався для зменшення розмірів міоми матки та зменшення менорагій. 
Через антигонадотропний ефект та здатність пригнічувати овуляцію, гестринон вивчався як метод гормональної контрацепції у жінок. Дослідження тисяч менструальних циклів виявили, що він ефективний для запобігання вагітності. Не зважаючи на ефективність, частота настання вагітності в найбільшому проведеному дослідженні становила 4,6 випадків вагітності на 100 жінок (які протягом року користувалися гестриноном), що є занадто високим показником, щоб препарат можна було рекомендувати як безпечний метод контрацепції. Ліки також досліджувались як засіб екстренної контрацепції

## Протипокази
Препарат протипоказаний під час вагітності, під час лактації, а також пацієнтам із важкими серцевими, печінковими захворюваннями та хронічним захворюванням нирок. Він також протипоказаний пацієнтам, які мали метаболічні та/або судинні розлади під час минулої терапії естрогенами або гестагенами, або які мають алергію на ліки. Ліки протипоказано дітям.

## Побічні ефекти
Основні побічні ефекти гестринону мають андрогенний та антиестрогенний характер.  Дослідження, в якому жінки приймали орально 2,5 мг двічі на тиждень, показало розвиток себореї у 71%, вугрів у 65%, гіпоплазію молочної залози у 29%, гірсутизм у 9% та випадання волосся на шкірі голови у 9% випадків. В іншому дослідженні частота андрогенних побічних ефектів була приблизно 50%. Повідомлялося про інші андрогенні побічні ефекти: жирну шкіру та волосся, збільшення ваги, погрубішання голосу та збільшення клітора (два останні, а також гірсутизм можуть бути незворотними).  
Гестринон пригнічує секрецію гонадотропінів та викликає аменорею або олігоменорею у великої частини жінок. Також виявлено, що рівень циркулюючого естрадіолу знижується на 50%, що може призвести до гіпоестрогенії та супутніх симптомів. Проведене дослідження виявило, що при вживанні 2.5 мг гестринону перорально двічі на тиждень показник аменореї становить від 50 до 58%, тоді як при вживанні перорально 5 мг на добу виявив рівень аменореї 100%.
Встановлено, що вагінальний гестринон викликає менше андрогенних побічних ефектів, ніж пероральний гестринон при рівноцінній ефективності при ендометріозі.  Гестринон показує подібну ефективність до даназолу при лікуванні ендометріозу, але з меншою кількістю побічних ефектів, зокрема андрогенних.  

## Фармакологія

### Фармакодинаміка
Механізм дії гестринону складний і багатогранний.   Він виявляє високу спорідненість до рецепторів прогестерону (РП), а також нижчу спорідненість до рецепторів андрогену (РА).  Препарат має змішану гестагенну та антигестагенну активність - тобто він є частковим агоністом прогестеронових рецепторів (селективним модулятором РП) і є слабким агоністом РА (анаболічно-андрогенним стероїдом).   Подібно до даназолу, гестринон діє як слабкий антигонадотропний препарат через активацію РП та РА в гіпофізі, також пригнічує підвищення лютеїнізуючого гормону (ЛГ) та фолікулостимулюючого гормону (ФСГ) в середині менструального циклу, не впливаючи на базальний рівень цих гормонів.  Він інгібує стероїдогенез яєчників і завдяки активації РА в печінці знижує рівень циркулюючого зв'язуючого статеві гормони глобуліну (ЗСГГ), що призводить до підвищення рівня вільного тестостерону.   На до РП та РА, виявлено, що гестринон відносно споріднений до рецепторів естрогену (РЕ). Препарат має функціональну антиестрогенну активність в ендометрії.    На відміну від даназолу, гестринон, схоже, не зв’язується з ЗСГГ або кортикостероїд-зв’язуючим глобуліном (КБГ).
| З'єднання | РП      | РА    | РЕ         | ГКР     | МКР     | ЗСГГ | КЗГ |
| --- | ------- | ----- | ---------- | ------- | ------- | ---- | --- |
| Норетистерон | 155–156 | 43–45 | <0,1       | 2,7–2,8 | 0,2     | ?    | ?   |
| Норгестрієнон | 63–65   | 70    | <0,1       | 11      | 1.8     | ?    | ?   |
| Левоноргестрел | 170     | 84–87 | <0,1       | 14      | 0,6–0,9 | ?    | ?   |
| Гестринон | 75–76   | 83–85 | <0,1, 3–10 | 77      | 3.2     | ?    | ?   |
| Примітки: Значення - відсотки (%). Референтними лігандами (100%) були прогестерон для РП (рец. прогестерону), тестостерон для РА (рец. андрогенів), естрадіол для РЕ (рец. естрогенів), дексаметазон для ГКР (глюкокортикоїдний рец.), альдостерон для МКР (мінералкортикоїдний рец.), дигідротестостерон для ЗСГГ (зв'язуючий статеві гормони глобулін) та кортизол для КЗГ (кортикостероїд-зв'язуючий глобулін). Джерела: |         |       |            |         |         |      |     |

### Фармакокінетика
Гестринон зв’язується з альбуміном у кровотоці. Він метаболізується в печінці переважно шляхом гідроксилювання.  Встановлено, що утворюються 4 гідроксильовані активні метаболіти зі зниженою щодо гестринону активністю. Період напіввиведення становить 27,3 годин. Ліки виводяться із сечею та жовчю.

## Хімічна будова
Гестринон, також відомий як 17α-етиніл-18-метил-19-нор-δ 9,11 -тестостерон, 17α-етиніл-18-метилестра-4,9,11-трієн-17β-ол-3-он або як 13β-етил-18,19-динор-17α-прегна-4,9,11-трієн-20-ін-17β-ол-3-он, є синтетичним стероїдом естрану та похідним тестостерону.  Це, зокерма, похідне норетистерону (17α-етиніл-19-нортестостерон) і є членом підгрупи гонанів (18-метилестрану) 19-нортестостеронового сімейства прогестинів.    Гестринон - це метиловий С18 похідний  норгестрієнону (17α-етиніл-19-нор-δ 9,11 -тестостерон) та δ 9,11 аналог левоноргестрелу (17α-етиніл-18-метил-19-нортестостерон), а також відомий як етилноргестрієнон через те, що він є етиловим С13β варіантом  норгестрієнону.  Це також C17α етиніл і С18 метил похідний анаболічного та андрогенного стероїда (ААС) тренболону. 
Андрогенні властивості гестринону більше використовуються у його похідного  тетрагідрогестринону (ТГГ; 17α-етил-18-метил-δ 9,11-19-нортестостерон), що синтетичним стероїдом, який набагато потужніший і як ААС, так і прогестаген  ТГГ був заборонений Управлінням з контролю за продуктами та ліками  у 2003 р.

## Історія
Гестринон був введений для медичного застосування в 1986 р.

## Суспільство та культура

### Назвипрепаратів-дженериків
Гестринон - назва дженерика препарату та його МНН.    Він також відомий під кодовими назвами A-46745 та R-2323 (або RU-2323 ).   

### Торгові марки
Гестринон продається або продавався під торговими марками Dimetriose, Dimetrose, Dinone, Gestrin та Nemestran.  

### Доступність
Гестринон продається або продавався в Європі, Австралії, Латинській Америці та Південно-Східній Азії  , але не в США . 

## Рекомендована література
- Coutinho E, Gonçalves MT, Azadian-Boulanger G, Silva AR (1987). Endometriosis therapy with gestrinone by oral, vaginal or parenteral administration. Contrib Gynecol Obstet. Contributions to Gynecology and Obstetrics. 16: 227—35. doi:10.1159/000414891. ISBN 978-3-8055-4627-0. PMID 3691096.
- Coutinho EM (1990). Therapeutic experience with gestrinone. Prog. Clin. Biol. Res. 323: 233—40. PMID 2406749.